# Tihjapää
Tihjapää är en ö i Finland. Den ligger i sjön Saimen och i kommunen Taipalsaari i den ekonomiska regionen  Villmanstrands ekonomiska region  och landskapet Södra Karelen, i den södra delen av landet, 200 km nordost om huvudstaden Helsingfors. Öns area är 6,8 hektar och dess största längd är 480 meter i sydöst-nordvästlig riktning.